# Ординар
Ордина́р (от лат. ordinārius — соответствующий обычным правилам, обычный, надлежащий, нормальный) — средний  многолетний уровень воды в водоёмах, а также нуль футштока на водомерных постах, фиксирующий этот уровень. 
Колебания уровня отсчитываются выше и ниже ординара с точностью до сантиметра. Ординар связан с абсолютной высотой, исчисляемой от среднего многолетнего уровня океана (в России — от нуля Кронштадтского футштока). Например, ординарный уровень в устье реки Невы соответствует нулю Кронштадтского футштока, а ординар в истоке Невы возвышается над нулём Кронштадтского футштока примерно на 5 м.